# الاغتصاب في القانون العماني
الاغتصاب أو المواقعة بغير رضا في القانون العماني يعد من جرائم الواقعة على العرض والمقصود بجريمة المواقعة هي دخول العضو الذكري لأقل درجة في القُبل أو في الدبر سواء كان ذلك مصحوباً بإنزال المني أم لا حيث أنه يكون من خلال أتصال ذكر بإنثى أو ذكر بذكر جنسياً ومن دون رضا وتكمن العلة في تجريم المواقعة بغير رضا في أن مثل هذا الفعل يعد أعتداء على الحرية الجنسية للمجني عليه ، ويؤثر بشكل مباشر على السمعة والشرف فضلاً عن الإيلام المادي والنفسي الذي يطال المجني عليه جراء أرتكاب هذه الجريمة فضلاً عن أن الفعل يخالف الأعراف والعادات الإجتماعية السائدة.

## أركان الجريمة

### الركن المادي: المواقعة غير المشروعة
المواقعة غير المشروعة هي فعل الإتصال الجنسي من خلال إلتقاء الأعضاء التناسلية للجاني بالأعضاء التناسلية للمجني عليه ، فإذا تحقق هذا الإتصال كان ذلك كافياً لتكون هذا الركن ولا يهم إن كان الإيلاج كاملاً أم جزئياً وسواء أشبع الجاني شهوته أم لم يشبعها  ، فتعد المواقعة قد تمت عند دخول العضو الذكري لأقل درجة في القبل أو الدبر سواء أكان ذلك مصحوباً بنزول المني أم لا.
ويمكن أن تقع جريمة المواقعة بغير رضا على المرأة وعلى الرجل بحيث يمكن أن يكون كلاً منهما بوصف المجني عليه ، ويجب أن يكون الإتصال الجنسي غير مشروع بحيث لا يكون ضمن علاقة مشروعة ؛ لذلك لا تقع المسألة الجزائية على الشخص الذي يواقع زوجته كرهاً مع الأخذ بعين الأعتبار بأن الشريعة الإسلامية أعطت حقاً للزوجة في الإمتناع عن معاشرة زوجها في حالات معينة. فضلاً على أنه لا يعد إدخال غير العضو الذكري من فعل الوقاع.

### الركن المفترض: انعدام الرضا
انعدام الرضا هو ركن جوهري في جريمة المواقعة بغير رضا ، لأنه مع وجود الرضا يتغير التكييف القانوني للجريمة بحيث تصبح جريمة زنا أو لواط ، فلذلك من المهم تحديد هذا الركن للقول بأن هناك جريمة مواقعة بغير رضا كون النص التجريمي يحدد ذلك بالقول «..كل من واقع ذكرا أو أنثى بغير رضا» وإنعدام الرضا يمكن أن يتحقق من خلال التالي:

#### الإكراه المادي
الإكراه المادي هو أفعال العنف التي يقوم بها الجاني على شخص وجسد المجني عليه بهدف التغلب على مقاومته أو إرهاب المجني عليه ، وغالباً ما يأخذ صورة الضرب أو التقييد أو الإمساك وتثبيت جسد الضحية.

#### الإكراه المعنوي
الإكراه المعنوي هو التهديد والوعيد بإنزال عقاب أو إحداث ضرر جسيم على المجني عليه أو شخص عزيز عليه ، ويهدف الإكراه المعنوي بصورة أولى لزرع الخوف والرعب الشديد في نفس المجني عليه ، وكنتيجة لهذا الإكراه يسلم المجني عليه نفسه للجاني ليتفادى وقوع مثل هذا الضرر.

#### الرضا الذي لا يعتد به
لا يعتد برضا المجني عليه إذا كان غير أهل للتعبير عن إرادته إما لصغر سنه أو لكونه فاقد الإدارك ، كما أن صدور الرضا بسبب الغلط في شخصية وصفة الجاني لا يعتد به كرضا والمثال على ذلك لو تسلل الجاني إلى فراش المجني عليها فأعتقدت أنه زوجها وسمحت له بمواقعتها فيكون هذا الرضا صادر بسبب غلط وعليه فإنه لا يعتد به ، وعلاوة على ذلك إذا صدر الرضا بسبب غش أو حيلة استخدمها الجاني فإنه لا يعتد به كذلك.

### الركن المعنوي: القصد الجنائي العام

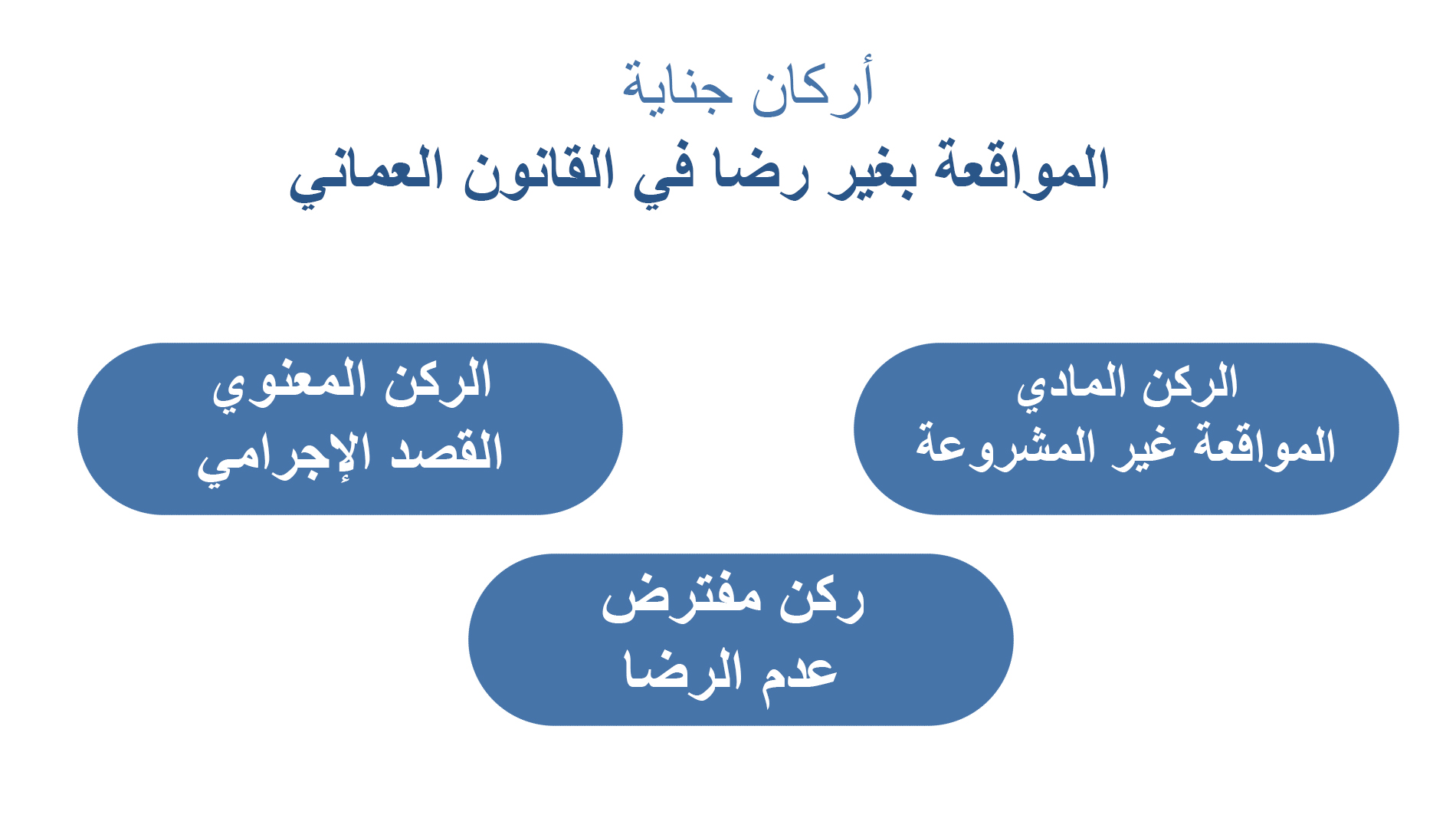
أركان جريمة المواقعة بغير رضا وفقاً لقانون الجزاء في سلطنة عمان

تصنف جريمة المواقعة بغير رضا على أنها من الجرائم العمدية والمادية، والذي يتخذ ركنها المعنوي في صورة القصد الجنائي بعنصر الإرادة والعلم.
فالعلم يكون بإن الجاني يعلم بأنه يقوم بالإتصال الجنسي الغير مشروع وبدون رضا على المجني عليه والإرادة تتمثل في أن الجاني تتجه إرادته الحرة لإرتكاب فعل المواقعة الغير مشروعة.

## عقوبة الجريمة

### في الشروع
بحسب قانون الجزاء في سلطنة عُمان الشروع هو:
المادة (29)
الشروع هو البدء في تنفيذ فعل بقصد ارتكاب جناية أو جنحة إذا أوقف أو خاب أثره لسبب لا دخل لإرادة الجاني فيه.
ويعد بدءا في التنفيذ ارتكاب فعل يعد في ذاته جزءا من الأجزاء المكونة للركن المادي للجريمة، أو يؤدي إليه حالا ومباشرة.

ولا يعد شروعا مجرد العزم على ارتكابها ولا الأعمال التحضيرية لها، ما لم ينص القانون على خلاف ذلك.
ويعاقب على الشروع في جناية المواقعة بغير رضا حسب القواعد العامة للشروع بحيث إذا كانت العقوبة المقررة للجريمة السجن المطلق فإن عقوبة الشروع تكون السجن مدة لا تقل عن 3 سنوات ،ولا تزيد عن 7 سنوات أما في حالة السجن المؤقت تكون عقوبة الشروع مدة لا تزيد عن نصف الحد الأدنى.

### العقوبة الفعلية
يعاقب القانون العماني مرتكب جريمة المواقعة بغير رضا مدة لا تقل عن 10 سنوات ولا تزيد عن 15 سنة.

### العقوبة المشددة
يعاقب القانون العماني مرتكب جريمة المواقعة بغير رضا بالسجن المطلق إذا توفرت حالة من حالات تشديد العقوبة وهي :
- إذا كان المجني عليه دون سن (15) من عمره.
- إذا كان المجني عليه مصاباً بعاهة بدنية أو عقلية تجعله عاجزاً عن المقاومة.
- إذا أدى الفعل إلى مرض تناسلي مزمن بالمجني عليه أو أدى ذلك الفعل إلى موته .
- إذا كان الجاني من المتولين تربية المجني عليه أو ملاحظته أو رعايته أو ممن لهم سلطة عليه أو كان عاملاً لديه بالأجرة أو لدى أحد ممن تقدم ذكرهم.
- إذا تم اقتراف الجريمة من شخصين فأكثر.